# Altwistedt
Altwistedt (niederdeutsch Ooldwist) ist ein Ortsteil der Ortschaft Kirchwistedt in der Einheitsgemeinde Beverstedt im niedersächsischen Landkreis Cuxhaven.

## Geografie

### Lage
Altwistedt liegt einen Kilometer südöstlich von Kirchwistedt und vier Kilometer südöstlich von Beverstedt.

### Nachbarorte
|                             | Kirchwistedt                                |                                   |
|                             | Kompassrose, die auf Nachbargemeinden zeigt |                                   |
| Kirchwistedt – Ortsteil Ahe |                                             | Gnarrenburg (Landkreis Rotenburg) |

(Quelle:)

## Geschichte

### Eingemeindungen
Im Jahre 1939 wurde die ehemals selbständige Gemeinde Altwistedt zunächst nach Kirchwistedt eingemeindet. 1945 wurde sie wieder selbständig und im Zuge der Gebietsreform in Niedersachsen am 1. März 1974 wiederholt nach Kirchwistedt eingemeindet. Gleichzeitig wechselte Kirchwistedt von dem Landkreis Bremervörde in die Samtgemeinde Beverstedt (Landkreis Wesermünde).
Seit dem 1. November 2011 ist Kirchwistedt eine Ortschaft in der Einheitsgemeinde Beverstedt im Landkreis Cuxhaven.

### Einwohnerentwicklung
| Jahr      | 1824  | 1848  | 1910  | 1950   | 1956   | 1973  |
| --------- | ----- | ----- | ----- | ------ | ------ | ----- |
| Einwohner | – ¹   | 114 ² | 112   | 212    | 180    | 149   |
| Quelle    | [ 7 ] | [ 8 ] | [ 9 ] | [ 10 ] | [ 10 ] | [ 1 ] |

¹ 16 Feuerstellen

² in 18 Wohngebäuden
|  |

## Politik

### Gemeinderat und Bürgermeister
Auf kommunaler Ebene wird der Ortsteil Altwistedt vom Beverstedter Gemeinderat vertreten.

### Ortsvorsteher
Der Ortsvorsteher von Altwistedt/Kirchwistedt ist Wilfried Windhorst (CDU).

## Kultur und Sehenswürdigkeiten
Baudenkmale